# NGC 4739
NGC 4739 est une galaxie elliptique située dans la constellation de la Vierge. Sa vitesse par rapport au fond diffus cosmologique est de 4 124 ± 32 km/s, ce qui correspond à une distance de Hubble de 60,8 ± 4,3 Mpc (∼198 millions d'al). NGC 4739 a été découverte par l'astronome germano-britannique William Herschel en 1786.
À ce jour, trois mesures non basées sur le décalage vers le rouge (redshift) donnent une distance de 49,967 ± 6,218 Mpc (∼163 millions d'al), ce qui est tout juste à l'extérieur des valeurs de la distance de Hubble.

## Groupe de NGC 4780
Selon A. M. Garcia, NGC 4739 fait partie du groupe de NGC 4780. Ce groupe de galaxies compte quatre membres. Les trois autres galaxies du groupe sont NGC 4776, NGC 4780 et MCG -1-33-35.